# Madura
Madura – wyspa w Indonezji na Morzu Jawajskim przy północno-wschodnim wybrzeżu Jawy; oddzielona od niej na zachodzie cieśniną Surabaja, a na południu cieśniną Madura, nad którą znajduje się most drogowy Suramadu. Powierzchnia 4250 km²; długość linii brzegowej 467,8 km; około 4 milionów mieszkańców. 
Powierzchnia wyżynna (wys. do 471 m n.p.m.); cała roślinność pierwotna została zastąpiona przez pola uprawne i pastwiska. Uprawa ryżu, kukurydzy, manioku, tytoniu, palmy kokosowej; hodowla bydła; rybołówstwo; pozyskiwanie soli morskiej. Główne miasto Pamekasan.